# Station Złotniki Kujawskie
Station Złotniki Kujawskie is een spoorwegstation in de Poolse plaats Złotniki Kujawskie.